# Brendan
Brendan ist ein männlicher Vorname irischen Ursprungs. Eine Variante des Namens ist Breandán. In etymologischer Hinsicht gibt es keine weibliche Form. Gelegentlich wird jedoch der Name Brenda als weibliche Form angenommen.

## Herkunft und Bedeutung
Brendan ist abgeleitet von Brendanus, der latinisierten Form des irischen Namens Bréanainn, der seinerseits von einem walisischen Wort mit der Bedeutung Prinz abgeleitet war.

## Namensträger
- Brendan der Reisende (um 484–577), irischer Heiliger
- Brendan von Birr (um 500–573), irischer Abt
- Brendan Barber (* 1951), britischer Gewerkschaftsfunktionär
- Brendan Behan (1923–1964), irischer Schriftsteller
- Brendan Bell (* 1983), kanadischer Eishockeyspieler
- Brendan Benson (* 1970), US-amerikanischer Sänger und Songschreiber
- Brendan Bracken, 1. Viscount Bracken (1901–1958), britischer Politiker
- Brendan Brazier (* 1975), kanadischer Ausdauersportler und Autor
- Brendan Brooks (* 1978), kanadischer Eishockeyspieler
- Brendan Buckley (* 1977), US-amerikanischer Eishockeyspieler
- Brendan Byrne (1924–2018), US-amerikanischer Politiker
- Brendan Cauldwell (1922–2006), irischer Schauspieler
- Brendan Chardonnet (* 1994), französischer Fußballspieler
- Brendan Cole (Tänzer) (* 1976), neuseeländischer Tänzer
- Brendan Cole (Leichtathlet) (* 1981), australischer Hürdenläufer
- Brendan Comiskey (1935–2025), irischer Geistlicher, römisch-katholischer Bischof von Ferns
- Brendan Corish (1918–1990), irischer Politiker
- Brendan Coyle (* 1963), britisch-irischer Schauspieler
- Brendan Daly (1940–2023), irischer Politiker
- Brendan Dolan (* 1973), nordirischer Dartspieler
- Brendan Eich (* 1961), US-amerikanischer Programmierer
- Brendan Evans (* 1986), US-amerikanischer Tennisspieler
- Brendan Fehr (* 1977), kanadischer Schauspieler
- Brendan Foster (* 1948), englischer Leichtathlet
- Brendan Fraser (* 1968), kanadischer Schauspieler
- Brendan Gill (1914–1997), US-amerikanischer Autor und Journalist
- Brendan Gleeson (* 1955), irischer Schauspieler
- Brendan Hansen (* 1981), US-amerikanischer Schwimmer
- Brendan Howlin (* 1956), irischer Politiker
- Brendan Kavanagh (* 1967), irischstämmiger Musiker
- Brendan Kelly (* 1946), irischer römisch-katholischer Bischof
- Brendan Meyer (* 1994), kanadischer Schauspieler
- Brendan Moloney (* 1989), irischer Fußballspieler
- Brendan Mullen (1949–2009), britischer Nachtklubbesitzer, Musikpromoter und Autor
- Brendan O’Brien (* 1960), US-amerikanischer Musikproduzent
- Brendan O’Donoghue (* 1982), irischer Snookerspieler
- Breandán Ó hEithir (1930–1990), irischer Schriftsteller und Journalist
- Brendan Perlini (* 1996), britisch-kanadischer Eishockeyspieler
- Brendan Perry (* 1959), irisch-australischer Musiker
- Brendan Robinson (* 1990), US-amerikanischer Schauspieler, Autor und Produzent
- Brendan Shanahan (* 1969), kanadischer Eishockeyspieler
- Brendan Smith (Politiker) (* 1956), irischer Politiker
- Brendan Yarema (* 1976), kanadischer Eishockeyspieler

### Brenden
- Brenden Aaronson (* 2000), US-amerikanischer Fußballspieler
- Brenden Adams (* 1995), US-amerikanischer Teenager (Größenrekordhalter)
- Brenden Dillon (* 1990), kanadischer Eishockeyspieler
- Brenden Jefferson (* 1986), US-amerikanischer Schauspieler und Songwriter
- Brenden Kichton (* 1992), kanadischer Eishockeyspieler
- Brenden Morrow (* 1979), kanadischer Eishockeyspieler

### Brendon
- Brendon Ryan Barrett (* 1986), US-amerikanischer Schauspieler und Tänzer
- Brendon Hartley (* 1989), neuseeländischer Rennfahrer
- Brendon Urie (* 1987), US-amerikanischer Singer-Songwriter